# Antonio Muñoz Molina

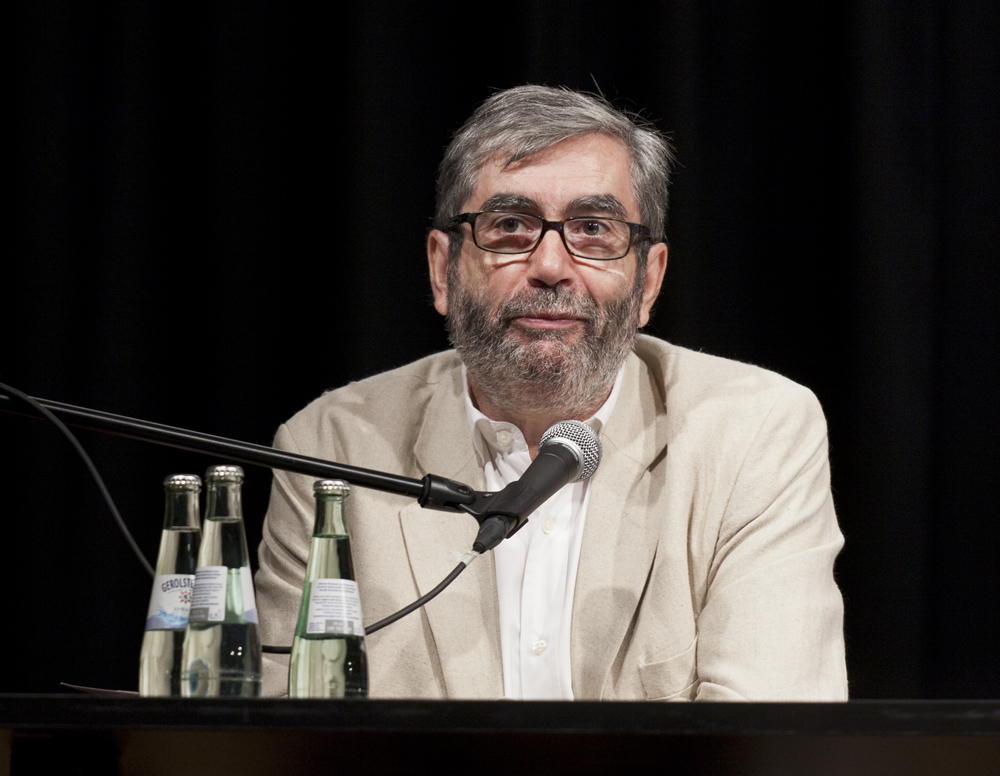
Antonio Muñoz Molina in Keulen, 2011)

Antonio Muñoz Molina (Úbeda, Jaén, 10 januari 1956) is een Spaanse schrijver en een lid van de Real Academia Española (1996). De afgelopen jaren leefde hij in Madrid en New York, waar hij tot halverwege 2006 het Cervantesinstituut heeft geleid.

## Biografie
Antonio Muñoz Molina studeerde journalistiek in Madrid en kunstgeschiedenis in Granada. Zijn debuutroman Beatus Ille 1986 en zijn tweede roman El invierno en Lisboa 1987 werden met belangrijke Spaanse prijzen bekroond. Zijn roman Ruiter in de storm werd in Spanje in een eerste oplage van 300.000 exemplaren gedrukt en won de prestigieuze Premio Planeta.
Muñoz Molina is getrouwd met schrijfster Elvira Lindo

## Werk
- 1984 El Robinson urbano (verzameling journalistiek werk)
- 1985 Diario del Nautilus (verzameling artikelen uit het tijdschrift Ideal de Granada)
- 1986 Beatus Ille (roman)
- 1987 El invierno en Lisboa (roman)
- 1988 Las otras vidas (kortverhalen)
- 1989 Beltenebros (roman)
- 1991 Córdoba de los omeyas (roman)
- 1991 El jinete polaco (roman).
- 1992 Los misterios de Madrid (roman)
- 1993 Nada del otro mundo (kortverhaal)
- 1993 El dueño del secreto (roman)
- 1995 Ardor guerrero (roman)
- 1997 Plenilunio (roman)
- 1998 La colina de los sacrificios (kortverhaal)
- 1999 Carlota Fainberg (roman)
- 1999 En ausencia de Blanca (roman)
- 2001 Sefarad (roman)
- 2003 El Salvador (roman)
- 2004 Ventanas de Manhattan (essays)
- 2005 La poseída (roman)
- 2006 El viento de la Luna (roman)
- 2007 Días de diario (essays)
- 2009 La noche de los tiempos (roman)
- 2011 Nada del otro mundo (roman)
- 2012 El atrevimiento de mirar (essays)
- 2013 Todo lo que era sólido (essays)
- 2016 Como la sombra que se va (roman)
- 2018 Un andar solitario entre la gente (roman)
- 2019 Tus pasos en la escalera (roman).
- 2020 El miedo de los niños (roman)
- 2022 Volver a dónde (essays)
- 2022 Rondas del prado (essays)
- 2023 No te veré morir (roman)
- 2025 El verano de Cervantes (essays)

### Nederlandse vertalingen
- Alles wat solide was (Todo lo que era solido)
- Beatus ille (Beatus ille)
- Carlota's minnaar (Carlota Fainberg)
- De nacht der tijden (La noche de los tiempos)
- Prins der duisternis (Beltenebros)
- Ruiters in de storm (El jinete polaco)
- Sefarad, het boek der ballingen (Sefarad)
- Strijdlust (Ardor guerrero)
- Volle maan (Plenilunio)
- Winter in Lissabon (El invierno en Lisboa)
- Zonder Blanca (En ausencia de Blanca)
- Zoals de schaduw die voorbijgaat (Un andar solitario entre la gente)
- Maanstorm (El viento de la Luna)